# 尼泊尔双药芒
尼泊尔双药芒（学名：Diandranthus nepalensis），为禾本科双药芒属下的一个植物种。其种加词“nepalensis”意为“尼泊尔的”。
现接受名为尼泊尔芒（Miscanthus nepalensis (Trin.) Hack., 1889）。